# 區域規劃協會
區域規劃協會（英語：Regional Plan Association）是一個獨立的關於區域規劃的非營利組織，成立於1922年。區域規劃協會的主要目標在於為改善由紐約州-新澤西州-康乃狄克州31個縣組成的紐約都會區的生活質量和經濟競爭力提出建議。 區域規劃協會的總部位於紐約市，在新澤西州普林斯頓和康乃狄克州史丹佛設有辦事處。

## 理念
區域規劃協會代表一種規劃哲學，被歷史學家羅伯特·菲什曼描述為“大都市主義”。它促進區域的人口集中，而不是分散發展。批評者指出，這為市中心帶來了意外的房地產利潤。這種區域規劃方法是否有效，特別是為了維持人口集中所需的基礎設施和能源，已經受到包括詹姆斯·霍華德·昆斯特勒在內的學者之質疑。